# Milano-Sanremo 1963
La Milano-Sanremo 1963, cinquantaquattresima edizione della corsa, fu disputata il 19 marzo 1963, per un percorso totale di 288 km. Fu vinta dal francese Joseph Groussard, giunto al traguardo con il tempo di 6h59'38" alla media di 41,179 km/h davanti a Rolf Wolfshohl e Willy Schroeders.
I ciclisti che partirono da Milano furono 200; coloro che tagliarono il traguardo a Sanremo furono 132.

## Ordine d'arrivo (Top 10)
| Pos. | Corridore        | Squadra          | Tempo    |
| ---- | ---------------- | ---------------- | -------- |
| 1    | Joseph Groussard | Pelforth-Sauvage | 6h59'38" |
| 2    | Rolf Wolfshohl   | Peugeot-BP       | s.t.     |
| 3    | Willy Schroeders | G.B.C.-Libertas  | a 28"    |
| 4    | Willy Bocklant   | Faema-Flandria   | a 53"    |
| 5    | Vittorio Adorni  | Cynar            | s.t.     |
| 6    | Luis Otaño       | Margnat-Paloma   | a 2'07"  |
| 7    | Franco Balmamion | Carpano          | a 2'32"  |
| 8    | Jean Graczyk     | Margnat-Paloma   | a 2'52"  |
| 9    | Gilbert Desmet   | Wiel's-Gr. Leeuw | s.t.     |
| 10   | Vincent Denson   | Pelforth-Sauvage | s.t.     |